# Anor (Oise)
Der Anor (französisch: Ruisseau d’Anor) ist ein kleiner Fluss, der in der belgischen Provinz Hennegau der wallonischen Region entspringt und im französischen Département Nord der Region Hauts-de-France in die Oise mündet.

## Geografie

### Verlauf
Der Anor entspringt unter dem Namen Eau d’Anor im Gebiet der belgischen Gemeinde Momignies, entwässert mit einem Bogen über Nord generell Richtung Westsüdwest, überquert die Staatsgrenze nach Frankreich, wo er auch als Ruisseau des Anorelles bezeichnet wird, tangiert den Regionalen Naturpark Avesnois und mündet nach insgesamt rund 16 Kilometern im Gemeindegebiet von Anor als rechter Nebenfluss in die Oise.

### Orte am Fluss
(Reihenfolge in Fließrichtung)
- Momignies
- Anor
- Milourd, Gemeinde Anor